# Clube Atlético Pirassununguense
Il Clube Atlético Pirassununguense, meglio noto come Pirassununguense, è una società calcistica brasiliana con sede nella città di Pirassununga, nello stato di San Paolo.

## Storia
Tutta la storia del calcio della città di Pirassununga passa necessariamente attraverso il Clube Atlético Pirassununguense. Tradizionalissima squadra della Mogiana, e una delle più antiche della nazione, il CAP era sempre presente nei campionati dalle leghe dello stato.
La prima partita ufficiale del club fu giocata il 23 febbraio 1908, contro l'antico Paulista de São Carlos, club che fu fondato il 1º settembre 1903; partita amichevole nella quale il Pirassununguense vinse per 2 a 1.
Negli anni 1950, decise di non partecipare ai tornei professionistici e conquistò il titolo di campione amatoriale dell'entroterra nel 1954. Dopo 25 partecipazioni nelle divisioni professionistiche del Campionato Paulista, paralizzò le attività nel 1992.
Dopo essere rimasto inattivo per 8 anni, finalmente, nel 2000, il club strinse una collaborazione con il Guarani di Campinas e, a partire dal 2001, si decise di costruire una buona rosa, ma non fu ottenuta la promozione nel Campeonato Paulista Série A3.
Partecipò al Campeonato Paulista Segunda Divisão nel 2007, dove fu eliminato alla prima fase, e, nel 2008 e nel 2009, decise di non partecipare.
Mosse i suoi primi passi nel club il centrocampista Alex (ex Corinthians e Internacional), che giocò una stagione con il CAP, quando, nel 2001, era in collaborazione con il Guarani. È il secondo club di calcio più antico dello stato di San Paolo ancora in attività, solamente dietro la Ponte Preta, ed è il più antico della regione.

## Palmarès

### Competizioni statali
- Campeonato Paulista Amador de Futebol: 1

1954
- Campeonato Paulista do Interior de Futebol: 1

1954